# Шелберн (Індіана)
Шелберн (англ. Shelburn) — місто (англ. town) в США, в окрузі Салліван штату Індіана. Населення — 1107 осіб (2020).

## Географія
Шелберн розташований за координатами 39°10′45″ пн. ш. 87°23′50″ зх. д. / 39.17917° пн. ш. 87.39722° зх. д. (39.179093, -87.397149).  За даними Бюро перепису населення США в 2010 році місто мало площу 1,78 км², уся площа — суходіл.

## Демографія
Згідно з переписом 2010 року, у місті мешкали 1252 особи в 485 домогосподарствах у складі 334 родин. Густота населення становила 705 осіб/км².  Було 556 помешкань (313/км²).
Расовий склад населення:
| - 96,2 % — білих - 0,6 % — азіатів - 0,5 % — корінних американців |

До двох чи більше рас належало 2,2 %. Частка іспаномовних становила 1,2 % від усіх жителів.
За віковим діапазоном населення розподілялося таким чином: 26,8 % — особи молодші 18 років, 60,7 % — особи у віці 18—64 років, 12,5 % — особи у віці 65 років та старші. Медіана віку мешканця становила 37,1 року. На 100 осіб жіночої статі у місті припадало 94,1 чоловіків;  на 100 жінок у віці від 18 років та старших — 87,5 чоловіків також старших 18 років.
Середній дохід на одне домашнє господарство  становив 36 107 доларів США (медіана — 32 400), а середній дохід на одну сім'ю — 38 487 доларів (медіана — 36 875). За межею бідності перебувало 27,2 % осіб, у тому числі 42,4 % дітей у віці до 18 років та 14,6 % осіб у віці 65 років та старших.
Цивільне працевлаштоване населення становило 412 особи. Основні галузі зайнятості: освіта, охорона здоров'я та соціальна допомога — 25,7 %, виробництво — 15,8 %, роздрібна торгівля — 13,8 %.